# 5493 Spitzweg
5493 Spitzweg eller 1617 T-2 är en asteroid i huvudbältet som upptäcktes den 24 september 1973 av den nederländsk-amerikanske astronomen Tom Gehrels och det nederländska astronomparet Ingrid van Houten-Groeneveld och Cornelis Johannes van Houten vid Palomarobservatoriet. Den är uppkallad efter den tyske målaren Carl Spitzweg.